# Marguerite Dugas
Marguerite Dugas (3 de enero de 1893 - París, 12 de febrero de 1974) fue una briología, botánica, taxónoma, curadora, y exploradora francesa.

## Carrera
En 1928, defendió la tesis doctoral, presentada a la Facultad de Ciencias de la Universidad de París para obtener el grado de Doctora en Ciencias Naturales. Trabajó ampliamente, con el género de las hepáticas Plagiochila

## Algunas publicaciones
- marguerite Dugas. 1927. Observations sur les Hépatiques des environs de Montpellier. p. 107 a 112.

### Libros
- marguerite Dugas. 1928. Contribution a l'étude du genre "P̲l̲a̲g̲i̲o̲c̲h̲i̲l̲a̲" Dum. Ed. París : Masson & Cie. 199 p.

## Membresías
- De la Société Botanique de France[3]